# Сеглино
Сеглино — деревня  в Бологовском  районе Тверской  области. Входит в состав Березорядского  сельского поселения. Население — 31 (2010) чел. 

## История
Сеглинский погост упоминается в писцовой книге Деревской пятины 1495 года. 
Деревня Сеглино  принадлежало Кирилловому монастырю из Новгорода, а с 1478 года – Московскому государству. (1478 год - присоединение Новгорода к Московскому государству).
В книге "Новгородский сборник" (Материалы для истории, статистики и этнографии Новгородской губернии, собранные из описаний приходов и волостей: в 5 выпусках) выпуск 2-й 1865 год, содержатся следующие сведения: "Приход Сеглинский, V класса. Погост Сеглины основан в незапамятное время. Церковь в погосте деревянная, построена в 1800 году, во имя Рождества Пресвятыя Богородицы, иждивением помещика Копейцына при помощи прихожан, на месте сгоревшей церкви во имя Живоначальной Троицы. Имеется свежее предание, что прежде Троицкой церкви существовала церковь во имя св. Николая чудотворца, на самом берегу р. Мсты, что подтверждается грудами больших камней и человеческими костями, которые обозначаются при осыпе берега реки Мсты. Погост Сеглины с церковью стоит на берегу судоходной реки Мсты, в расстоянии от ней более 200 сажен и на самой границе Тверской губернии Вышневолоцкого уезда. При той же реке Мсте находятся и все деревни прихода, расположены по её течению, одни вверх, а другие вниз.
Местность как самого  погоста, так и всех  деревень  прихода  возвышенная, открытая  и безлесная.
Лес  только имеется  при экономических  деревнях  в казённых  пустошах, лес большей  частью  хвойный, строевой.
Река  Мста  в этой  местности имеет берег  крутые, большей  частью  песчаные, которые  во многих  местах постоянно  осыпаются, вода в реке чистая  и бежит по каменистому  дну.  Всей  церковной земли, принадлежащей  причту, 50  дес., в том числе 14  дес. дарственных  в незапамятное время, в расстоянии полуверсты от церковной  земли. Но сколько  удобной  и сколько ей  находится  под огородами и постройками, за неимением  плана и объяснить  невозможно.
Земля, на которой  стоит погост, глинистая и для обрабатывания крайне тяжелая, кругом её земля и даже  во всем приходе  легкая  и более песчаная, плодородная, при хорошем удобрении  приносит довольно обильный  урожай.
Приход стоит на проселочной  дороге, идущей  от  г. Вышнего Волочка в г. Боровичи, в расстоянии от Вышнего Волочка в 50 верст от г. Боровичи, в 60, а от уездного г. Валдая за 80 верст. За рекою же Мстою, вдоль по течению её  лежит почтовый  тракт, идущий от г. Вышнего  Волочка до г. Боровичей. К погосту самой ближайшей деревни Алатовщина и Сешины в полуверстном расстоянии; за деревнею  Реглинами, вверх  по течению реки Мсты, в направлении к г. Вышнему  Волочку  деревня  Крутец, в  4  верстах  от погоста; за нею в 3  верстах Опоницино и Бели; от них в полуверсте Борок и Холщебинка. Здесь кончается приход и граничит с Вышневолоцким уездом, который в этой  местности с противоположной  стороны реки  Мсты переходит на другую, соприкасаясь прихода  Троицкого Млевскаго. По течению реки Мсты за деревнею Алатовщиной, в 2 верстах от неё деревня Междуозерье, за нею в 2  верстах деревня  Комно и далее в 1  версте  деревня  Жизнево.
Таким  образом в этой  стороне  приход  простирается на 6 верст и здесь граничит с деревнею, принадлежащею к селу  Рядку Березовскому, состоящему в Валдайском уезде. Всех  деревень  в приходе  10, дворов в них 217, а самая дальняя в 8 верстах. Все жители прихода коренные  русские и говорят чистым русским языком. Дома  у крестьян деревянные, чистые, а не курные. Главное  ремесло  и источник доходов у них в летнее  время лоцманство и заработок при сплаве судов-барок, проходящих  по реке  Мсте. Некоторые из  них приискивают заработок  в прогнание  судов, плывущих по реке Двине  и останавливающихся при г. Риге. В зимнее время проходит у них в совершенной  праздности, за незнанием  никакого ремесла и по неимению в своей  местности  занятий.
Причта на содержание свое  от казны  с 1843  получает  жалование  236 руб. сер. кружечных, 40 руб. сер., и от продажи свеч бывает  прибыли до 15  руб. сер.
Церковь в погосте 1 деревянная, часовен 3 деревянных находящихся в 3 деревнях. Домов у причта 5 и все деревянные. училище одно, в нём обучается до 50  мальчиков  и 10  девочек"
Жителей  в приходе
|                             | Мужчин | Женщин |
| --------------------------- | ------ | ------ |
| Благо духовенства           | 13     | 10     |
| Дворян потомственных        | 5      | 7      |
| Мещан                       | 6      | 7      |
| Крестьян государственных    | 400    | 485    |
| Временнообязанных           | 187    | 216    |
| Дворовых людей              | 11     | 12     |
| Бессрочно-отпускных         | 3      | "      |
| Отставных нижних чинов      | 14     |        |
| Солдатских жен и дочерей их | "      | 28     |
| Итого                       | 639    | 765    |

В книге "Материалы  для  оценки  земельных  угодий Новгородской  губернии.  Валдайский  уезд". Новгород, 1890 содержатся подробные сведения  о владельцах и арендаторах земли, с указанием сословий, фамилий, имен и отчеств, места  их  проживания, номеров генерального  и специального межеваний, количества владеемой  земли: всего  и по категориям.
В числе  прочих имеются сведения о владельцах земель в Березорядской и Кемецкой  волостях.
Также  имеются  сведения  о церковных  землях.